# 鹿島 (八王子市)
鹿島（かしま）は、東京都八王子市の地名。住居表示未実施区域。郵便番号は192-0353（八王子南郵便局管区）。

## 地理
八王子市の最東南端に位置する。東京都住宅供給公社鹿島団地・都営多摩ニュータウン鹿島団地があり大部分を占めている。
東と南は多摩市愛宕、西は松が谷、北は大塚と接している。

## 歴史

### 地名の由来
鹿島神社に由来。

### 沿革
- 1975年（昭和50年） 大塚から分離。
- 1976年（昭和51年） 東京都住宅供給公社鹿島団地・都営多摩ニュータウン鹿島団地入居開始。

## 世帯数と人口
2017年（平成29年）12月31日現在の世帯数と人口は以下の通りである。
| 町丁 | 世帯数    | 人口    |
| ---- | --------- | ------- |
| 鹿島 | 1,385世帯 | 3,094人 |

## 小・中学校の学区
市立小・中学校に通う場合、学区は以下の通りとなる。
| 番地 | 小学校               | 中学校                 |
| ---- | -------------------- | ---------------------- |
| 全域 | 八王子市立鹿島小学校 | 八王子市立松が谷中学校 |

## 交通

### 鉄道
- 多摩都市モノレール
  - 多摩都市モノレール線：松が谷駅が近い。

## 施設

### 行政
- 由木東事務所

### 教育
- 八王子市立鹿島小学校
- 聖徳大学多摩幼稚園

### 公園
- 鹿島緑地
- 大塚東公園
- 鹿島公園
- 梶川公園

### 史跡
- 大塚神明社のイチョウ
  - 八王子市指定天然記念物。推定樹齢500年[6]。